# Oľšavka
Oľšavka es un municipio del distrito de Spišská Nová Ves en la región de Košice, Eslovaquia, con una población estimada a final del año 2024 de 182 habitantes.
Se encuentra ubicado al noroeste de la región, en la sierra del Alto Tatra y la cuenca hidrográfica del río Hernád, y cerca de la frontera con la región de Prešov.

## Demografía
| Año        | 1994 | 2004     | 2014    | 2024    |
| ---------- | ---- | -------- | ------- | ------- |
| Población  | 171  | 192      | 198     | 182     |
| Diferencia |      | +12,28 % | +3,12 % | −8,08 % |

| Año        | 2023 | 2024 |
| ---------- | ---- | ---- |
| Población  | 182  | 182  |
| Diferencia |      | +0 % |